# توست الأفوكادو

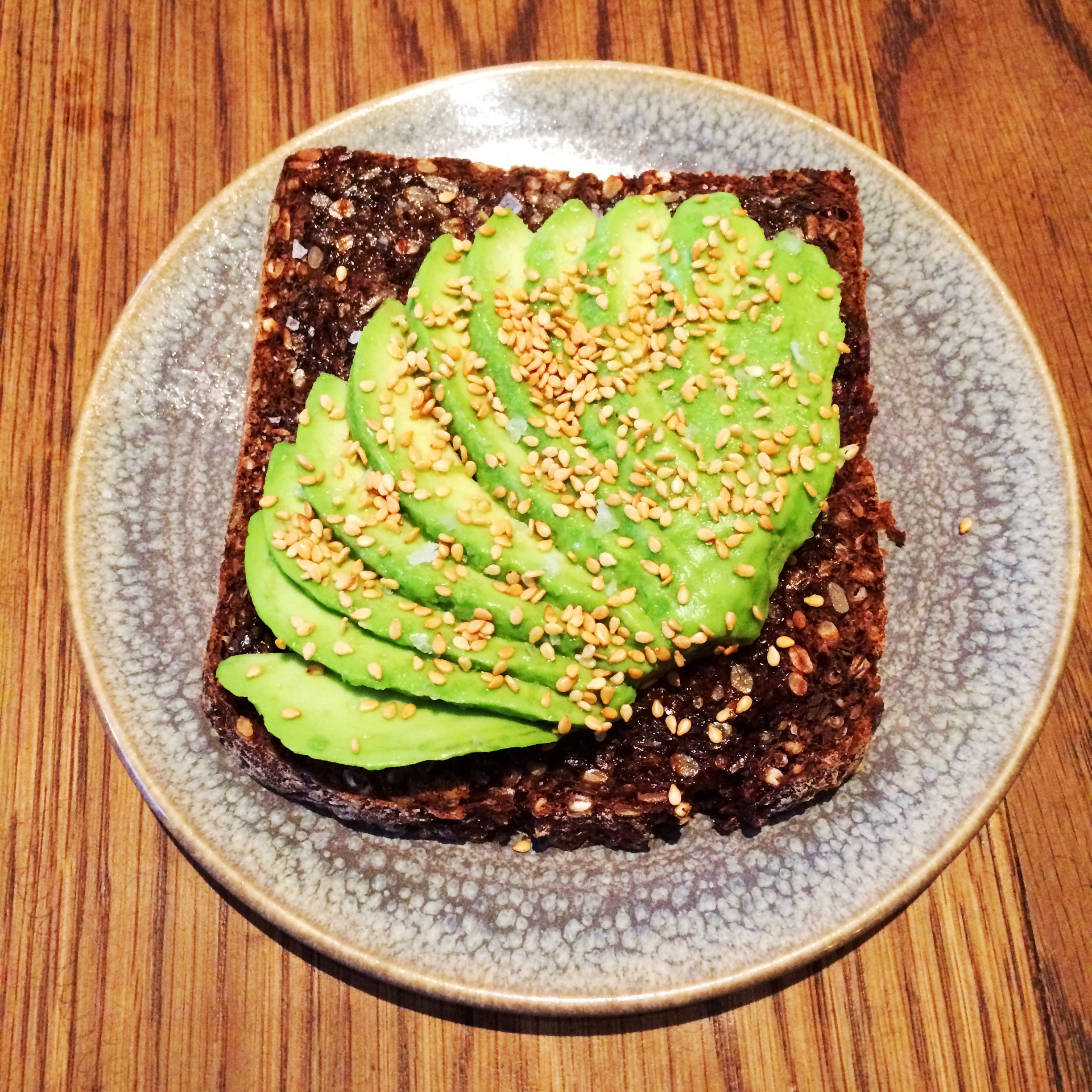
توست الأفوكادو

توست الأفوكادو هو نوع من السندويشات المفتوحة التي تتكون من الخبز المحمص مع الأفوكادو المهروس والملح والفلفل الأسود وعصير الحمضيات. المكونات الإضافية المحتملة التي تعزز النكهة هي زيت الزيتون، والحمص، ورقائق الفلفل الأحمر، والفيتا، والدقة، والطماطم، والعديد من الإضافات الأخرى.
أصبح توست الأفوكادو اتجاهًا غذائيًا في عام 2010 . لقد ظهر في قوائم المقاهي منذ التسعينيات على الأقل.

## الأصول

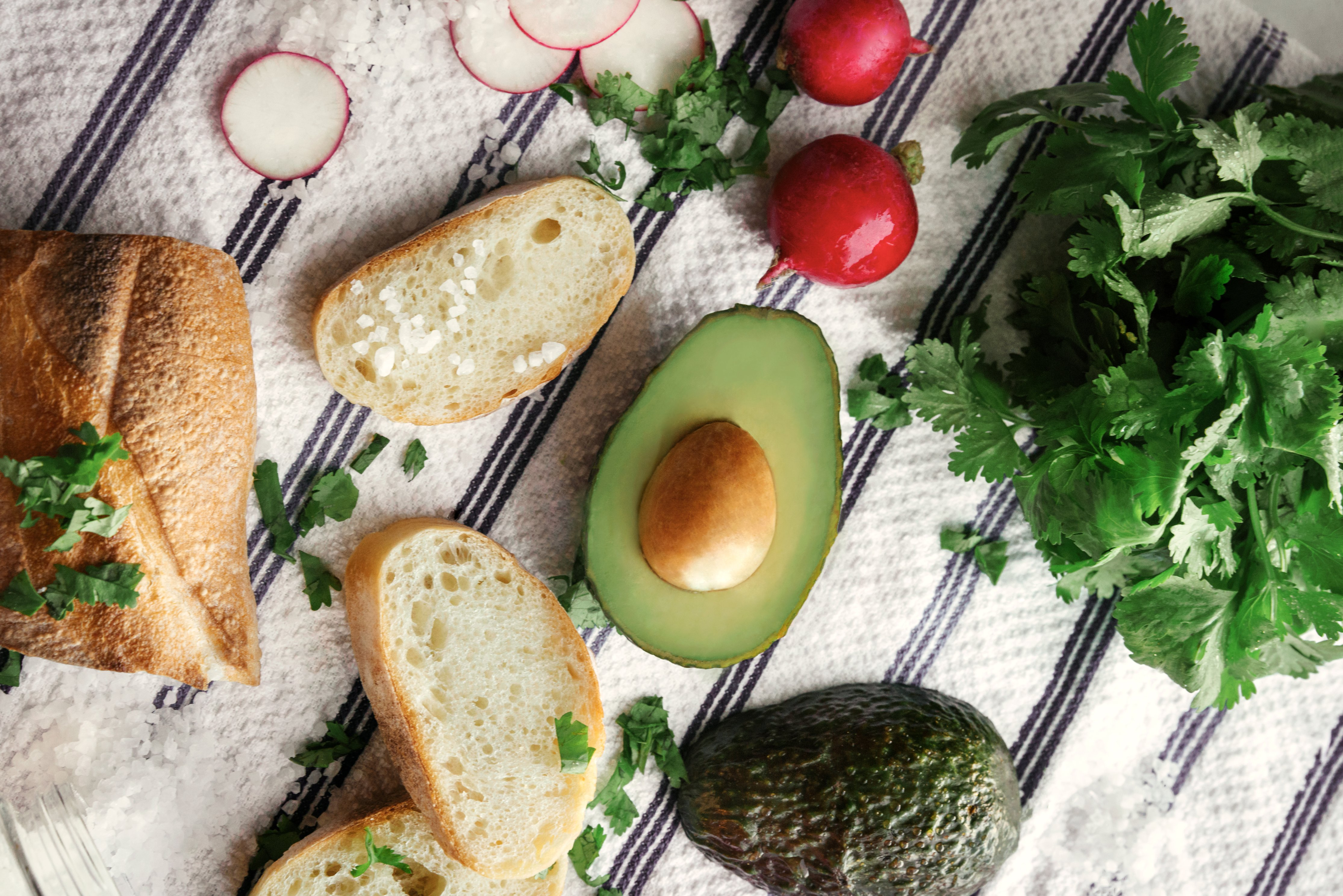
مكونات توست الأفوكادو

الأفوكادو تعتبر فاكهة أصلية للأمريكتين ومن المحتمل أن يكون أصلها وسط المكسيك. تمت زراعة الأشجار والفاكهة من قبل حضارات ما قبل كولومبوس من جنوب وسط المكسيك لما يقرب من 9000 عام. على هذا النحو، تم تناول الأفوكادو المقطعة أو المهروسة على نوع من الخبز أو الخبز المسطح أو التّرتية (غالبًا ما يتم تسخينها أو تحميصها). في بعض البلدان في الأمريكتين، يعتبر توست الأفوكادو على الإفطار عنصرًا أساسيًا في النظام الغذائي. 
في منطقة خليج سان فرانسيسكو، كان الناس يأكلون توست الأفوكادو منذ عام 1885 على الأقل.  في عام 1915، قامت جمعية كاليفورنيا للأفوكادو بتقديم مربعات صغيرة من توست الأفوكادو على أنها مقبلات. وفقًا لصحيفة واشنطن بوست ، كان يُعتقد أن الشيف بيل جرانجر ربما كان أول شخص وضع توست الأفوكادو في قائمة مقهى حديثة في عام 1993،  على الرغم من توثيق الطبق في موطنه الأصلي أستراليا في وقت مبكر من عام 1929.  في عام 1999، نشر نايجل سلاتر وصفة لأفوكادو «بروشيتا» في صحيفة الغارديان . الصحفية والمحررة لورين أويلر عزت الفضل إلى مقهى جيتان في جلب الطبق إلى الولايات المتحدة في شكله «Instagrammable»، حيث نما كإتجاه غذائي. كلوي أوزبورن، الطاهية الاستشارية في مقهى جيتان في مانهاتن، التي وضعت أولاً خبز توست الأفوكادو في القائمة جربتها بنفسها لأول مرة في كوينزلاند ، أستراليا في منتصف السبعينيات.
في عام 1962، عرض مقال في صحيفة نيويورك تايمز طريقة «خاصة» لتقديم الأفوكادو كحشوة شطيرة محمصة. وفي مقال آخر نشر في مجلة نيويوركر في 1 مايو 1937، تحت عنوان «الأفوكادو، أو مستقبل الأكل» 

## العصر الحديث

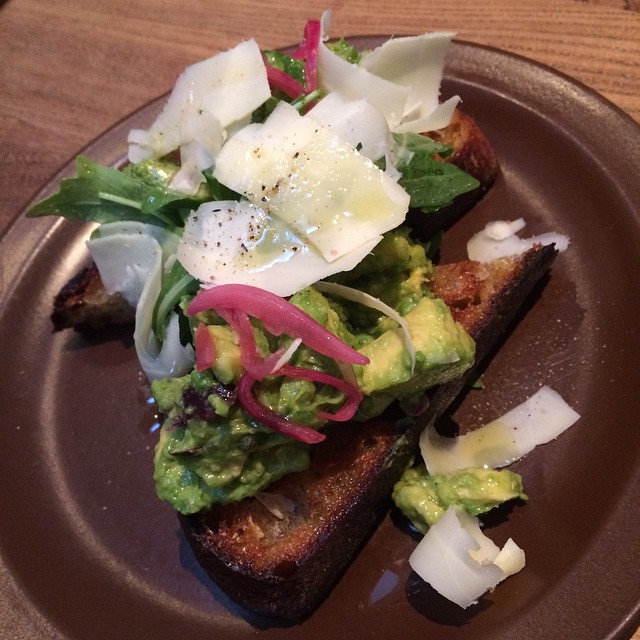
توست الأفوكادو مع الإضافات

ذكرت جين أورنشتاين من صحيفة واشنطن بوست ، «لقد قام توست الأفوكادو بتحديد ما الذي يجعل اتجاهات الغذاء في هذا العقد رائجة: إنه صحي وممتع إلى حد ما. يمكن صنعه كغذاء نباتي وخالي من الغلوتين». يعود الفضل إلى غوينيث بالترو في تعميم توست الأفوكادو. كتبت في كتاب الطبخ الخاص بها، «بصراحة هذه» وصفة «واحدة أنا وجوليا [مؤلفة مشاركة] نصنعها ونأكلها في أغلب الأحيان! وهي ليست حتى وصفة»، تكتب. «إنه الثالوث المقدس (المايونيز النباتي) والأفوكادو والملح الذي يجعل هذا مثل زوج الجينز المفضل - موثوق للغاية وسهل ودائمًا ما تريده.» مع وسائل التواصل الاجتماعي، نما انتشار الطعام وبعد أن أعاد مدونو الطعام في كتاب بالترو إنشاء الطبق والبضائع التي يتم إنشاؤها. نشرت مجلة Bon Appétit وصفة "Your New Avocado Toast" في عددها الصادر في يناير 2015. 
قالت هانا غولدفيلد، كاتبة في مجلة النيويوركر ، "وفقًا لديفيد ساكس، تعكس اتجاهات الطعام الأكثر نجاحًا ما يحدث في المجتمع في وقت معين. قال لبريكمان إن الأمريكيين أرادوا الكعك قبل عشر سنوات لأنهم سعوا للحصول على وسائل الراحة في مرحلة الطفولة بعد صدمة 11 سبتمبر. أراد الأمريكيون الفوندو في الستينيات لأنهم كانوا يتطلعون إلى الكوزموبوليتية. قد يفترض المرء أن الخبز المحمص الحرفي يمثل هوسنا المتزايد بالطعام وتقديرنا له. كل وجبة لها أهمية خاصة وهامة، ويجب رفع كل طبق وتبجيله وبثه - حتى لو كان هناك شيء مثل الخبز المحمص. تجادل بأننا ما نأكله من حيث الهوية. نمى "توست الأفوكادو" - الذي يمكن وصفه على أنه اتجاه ثانوي أو أساسي لأنه يتداخل مع اتجاه قوي آخر: " الحياة النظيفة "  وبحسب ما ورد زادت هذه الموضة من سعر الأفوكادو. 
أدت الشعبية والطلب على الأفوكادو إلى ضغط غير مسبوق على البيئة، مما أدى إلى رد فعل من قبل بعض المقاهي المهتمة بالبيئة والتي أزالت الآن توست
الأفوكادو من قوائمها.   